# Norskt medborgarskap

Norskt pass som landets medborgare kan ansöka om.

Norskt medborgarskap är den lagliga förbindelsen mellan en privatperson och kungariket Norge. Det norska medborgarskapet följer ius sanguinis-principen.

## Medborgarskap genom födelse
Sedan den 1 september 1999 har alla barn, som har åtminstone en förälder som är norsk medborgare vid barnets födelse, norskt medborgarskap per automatik.

## Naturalisation

### Sökande som inte är medborgare i annan nordisk stat
En sökande kan erhålla norskt medborgarskap genom ansökan om man fyller följande krav:
- åtminstone 18 år gammal
- har varit bosatt i Norge med permanent underhållstillstånd för åtminstone 8 år under de senaste 11 år
- kan bevisa sin identitet och har inte kriminalregister
- godkänt betyg på ett prov av norska språket och samhällskunskap (för 18-67-åriga)
- tillbringar sitt liv i Norge och visar viljan att stanna i landet
- har betalat samtliga avgifter för sin ansökan

Väntetiden har förkortats till 5 år för en person som är gift med en norsk medborgare.
Sökande som är kriminalregistrerad måste vänta i ytterligare en karantäntid som tillägg till den normala väntetid. Karantänen beror på brottet i fråga och hur långt har ansökaren varit i fängelse. Som exempel innebär 15 dagar i fängelse en karantäntid på 2,5 år och 21 år i fängelse innebär karantäntid på 39 år.
Sedan oktober 2022 har språknivåkravet i norska språket varit B1, medan kravet för de som är statslösa, handikappade eller över 55 år gamla är A1.

### Sökande från nordiska stater
De som är medborgare i ett annat nordiskt land kan beviljas norskt medborgarskap ifall de varit bosatta i Norge under sammanhängande tid av 2 år, ifall den sökande är över 12 år gammal. Förutom detta så ska sökande som är över 15 år gamla inte finnas med i kriminalregister och betalt samtliga avgifter för processen. Språkkravet har underlättats och exempelvis arbetsgivares uttalande om tillräckliga språkkunskaper i antingen norska eller samiska accepteras.

### Förverkande
Naturaliserat norskt medborgarskap kan återkallas ifall den sökande lämnat felaktiga uppgifter i sin ansökan som påverkat utfallet. Detta tillämpas vanligen dock inte på minderåriga.

## Dubbelt medborgarskap
Dubbelt medborgarskap erkänns av Norge från den 1 januari 2020. Tidigare norska medborgare som förlorat sitt norska medborgarskap på grund av det att de mottog ett annat medborgarskap, kan få det tillbaka vid en deklaration.